# Matthiola tatarica
Matthiola tatarica là một loài thực vật có hoa trong họ Cải. Loài này được (Pall.) DC. mô tả khoa học đầu tiên năm 1821.